# Sieg Carré
De Sieg Carré is een winkelcentrum met kantoren en woningen in het centrum van Siegen tegenover het centraal station. 
Het centrum werd na een bouwtijd van twee jaar geopend in september 2006. Het gebouw telt acht verdiepingen. De begane grond, de kelder en de eerste verdieping worden vooral bezet door winkels en horeca. De tweede kelderververdieping bevat een niet-openbare parkeergarage met ca. 100 parkeerplaatsen. De tweede en derde verdieping bevatten kantoren en op de vierde en vijfde verdieping zijn maisonettewoningen.. Het gebouw heeft gevels met grote glasoppervlakten en heeft een gelijke architectonische stijl als het tegenovergelegen winkelcentrum City-Galerie Siegen. 
De projectontwikkelaar en tevens de eigenaar is de Sparkasse Siegen. De hoofdgebruikers zijn de Sparkasse Siegen en het modehuis Schulze.